# Anomaloglossus moffetti
Espèce
Anomaloglossus moffetti est une espèce d'amphibiens de la famille des Aromobatidae.

## Répartition
Cette espèce est endémique de l'État de Bolívar au Venezuela. Elle se rencontre à environ 1 108 m d'altitude sur le tepui Sarisariñama.
Sa présence est incertaine au Brésil.

## Étymologie
Cette espèce est nommée en l'honneur de Mark W. Moffett, entomologiste, explorateur et photographe.

## Publication originale
- Barrio-Amorós & Brewer-Carías, 2008 : Herpetological results of the 2002 expedition to Sarisarinama, a tepui in Venezuelan Guayana, with the description of five new species. Zootaxa, no 1942, p. 1-68 (introduction).